# Arje Arani
Arje Arani (hebrejsky: אריה אורני, rodným jménem Arje Fichman; 1. července 1920 – 29. července 1954) byl židovský výsadkář a účastník protinacistického odboje. Byl jedním z 37 židovských výsadkářů vycvičených Britskou armádou, kteří za druhé světové války seskočili za nepřátelskými liniemi v Evropě.

## Biografie
Narodil se v Rumunsku, odkud odešel do britské mandátní Palestiny, kde žil v kibucu Bejt Oren. Araniho mise začala 1. října 1943, kdy spolu s kolegou Arje Gukovskim seskočili nad Rumunskem. Měli seskočit asi 60 kilometrů od Bukurešti, ale operace však skončila nezdarem, neboť kvůli navigační chybě dvojice dopadla přímo do rukou nepříteli. Výsadkáři byli zatčeni a vyslýcháni, nikoliv však mučeni. Když se o jejich existenci dozvěděl Hermann Göring, požádalo o jejich vydání gestapo, ale rumunský vůdce Ion Antonescu to odmítl. Arani s Gukovskim byli drženi v zajateckém táboře a v září 1944 společně s dalšími spojeneckými válečnými zajatci propuštěni.
Později téhož měsíce přivezl do mandátní Palestiny kousek zmuchlaného papíru s básní Šťastná zápalka (אשרי הגפרור, Ašrej ha-gafrur), kterou před svým odchodem do Maďarska předala Re'uvenu Dafnimu jeho kolegyně Chana Seneš. Sám Dafni pak později báseň svěřil Aranimu, aby ji odvezl z Evropy.
Zahynul 29. července 1954 při neštěstí v kibucu Ma'agan, kde se jako host účastnil slavnostního odhalení památníku věnovaného výsadkáři Pereci Goldsteinovi. Nad místem oslav v rámci show prolétaly dva letouny Piper Cub a jeden z nich se vinou nešťastných okolností zřítil mezi hosty. Při tragédii na místě zahynulo patnáct osob a dalších dvacet šest bylo zraněno.